# The Birth of the Palestinian Refugee Problem
The Birth of the Palestinian Refugee Problem est un ouvrage écrit par l'historien israélien Benny Morris et publié aux Cambridge University Press en 1988. L'ouvrage a été republié et complété en 2004 sous le titre The Birth of the Palestinian Refugee Problem Revisited.

## Sujet
Lors de la guerre Guerre de Palestine de 1948, la population arabe palestinienne a connu un exode massif. Entre 700 000 et 750 000 personnes fuirent ou furent expulsées de leurs villes et villages sans droit au retour. Les causes et responsabilités de l'exode ont toujours été un contentieux entre les commentateurs et historiens israéliens et palestiniens.
L'étude réalisée par Benny Morris fait suite à l'ouverture des archives israéliennes de la Guerre de 1948. L'historien y examine chronologiquement, secteur par secteur et village par village, les causes du départ des habitants.

## Thèse
Dans ses conclusions, l'historien rejette les thèses traditionnelles israéliennes et palestiniennes. Selon lui, l'exode n'a ni résulté d'appel à la fuite prononcés par les dirigeants arabes, ni n'a été le résultat d'une politique préméditée des dirigeants sionistes puis israéliens visant à chasser la population arabe palestinienne. De son point de vue, l'exode a été le résultat inévitable de la guerre, des craintes mutuelles et de la situation,.

## Réception
Après sa publication, l'ouvrage a fait l'objet de nombreuses critiques venant d'historiens israéliens et palestiniens mais s'est imposé depuis comme une référence.
L'ouvrage a fait la renommée de Benny Morris en tant que le plus connu des Nouveaux Historiens israéliens.

### Documentation
Revues et discussions dans le monde académique
- Ibrahim Abu-Lughod (1989), Review of Morris, Benny: The Birth of the Palestinian Refugee Problem, Institute for Palestine Studies, XVIII, n°2, pp. 118-127.
- Norman Finkelstein (1991), Myths, Old and New, Institute for Palestine Studies, XXI, n°1, pp. 66-89.
- Nur Masalha (1991), « A critique of Benny Morris »(Archive.org • Wikiwix • Archive.is • Google • Que faire ?), Institute for Palestine Studies, XXI, n°1, pp. 90-97.
- Benny Morris (1991), « Response to Finkelstein and Masalha »(Archive.org • Wikiwix • Archive.is • Google • Que faire ?), Institute for Palestine Studies, XXI, n°1, pp. 98-114.
- Norman Finkelstein (1992), « Rejoinder to Benny Morris »(Archive.org • Wikiwix • Archive.is • Google • Que faire ?), Institute for Palestine Studies, XXI, n°2, pp. 61-71.
- Walid Khalidi (1993), « Benny Morris and Before their Diaspora »(Archive.org • Wikiwix • Archive.is • Google • Que faire ?), Institute for Palestine Studies, XXII, n°3, pp. 106-119.
- Nur Masalha (1995), '1948 and After' Revisited, Institute for Palestine Studies, XXIV, n°4, pp. 90-95.
- Efraïm Karsh (1996), Rewriting Israels History, Middle East Quatterly, III, n°2.
- Benny Morris (1996), Undeserving of a Reply, Middle East Quatterly, III, n°3.
- Avi Shlaim, A Totalitarian Concept of History, Middle East Quatterly, III, n°3.
- Efraïm Karsh (1997), Fabricating Israeli History: The "New Historians", Cass.
- Benny Morris (1998), « Review Essay: Refabricating 1948 »(Archive.org • Wikiwix • Archive.is • Google • Que faire ?), Institute for Palestine Studies, XXVII, n°2, pp. 81-95.
- Anita Shapira (1999), The Failure of Israel's "New Historians" to explain war and peace. The Past Is Not a Foreign Country, The New Republic On-Line.
- Efraïm Karsh (1999), Benny Morris and the Reign of Error, Middle East Quatterly, VI, n°1.
- Efraïm Karsh (2002), The Unbearable Lightness of My Critics, Middle East Quatterly, IX, n°3.
- Joel Beinin (2004), No More Tears: Benny Morris and the Road Back from Liberal Zionism, Middle East Report, no. 240, pp. 38-45.
- Efraïm Karsh (2005), Benny Morris's Reign of Error Revisited, Middle East Quatterly, XII, n°2.
- Benny Morris (2008), Israel and the Palestinians, Irish Time, 21 février 2008.